# Senna hebecarpa
Espèce
Synonymes
- Cassia hebecarpa var. longipila E.L. Braun[2]
- Cassia hebecarpa Fern.[2]
- Cassia hebecarpa Fernald[3] [4]
- Senna hebecarpa var. longipila (E.L. Braun) C.F. Reed[2]

Senna hebecarpa est une espèce de plantes à fleurs dicotylédones de la famille des Fabaceae, sous-famille des Caesalpinioideae. C'est une plante herbacée originaire des États-Unis en Amérique du Nord.

## Description
Ce sont des plantes herbacées vivaces pouvant atteindre 2 m de haut.

## Distribution et habitat
L'aire de répartition originelle de Senna hebecarpa s'étend dans l'est des États-Unis dans les États suivants : Alabama, Caroline du Nord, Illinois, Kentucky, Tennessee, Vermont, Wisconsin.
Cette espèce se rencontre généralement dans des sites perturbés, dans les prairies humides, les pâturages, les champs cultivés ou sur les bords de routes, et en particulier dans le lit majeur des cours d'eau. Elle prospère  en plein soleil ou dans des situations partiellement ombragées. Bien qu’elle préfère les sols humides, elle pousse également sur des terrains secs.

## Utilisation
La plante est parfois cultivée comme plante ornementale.

## Statut de protection
Dans le Nord-Est des États-Unis, l'espèce est classée comme menacée ou en danger d'extinction, principalement du fait de la perte d'habitat.

## Liste des variétés
Selon Tropicos (11 octobre 2018) (Attention liste brute contenant possiblement des synonymes) :
- variété Senna hebecarpa var. hebecarpa
- variété Senna hebecarpa var. longipila (E.L. Braun) C.F. Reed